# مارینا کلومیتس
مارینا کلومیتس (انگلیسی: Marina Kolomiets؛ زادهٔ ۲۹ سپتامبر ۱۹۷۲) بازیکن فوتبال اهل اتحاد جماهیر شوروی سوسیالیستی است.
وی همچنین در تیم ملی فوتبال زنان روسیه بازی کرده‌است.